# 金田康正
金田 康正（かなだ やすまさ、1949年 - 2020年2月11日）は、日本の計算機科学者。東京大学名誉教授。兵庫県揖保郡（現・たつの市）出身。
1981年より円周率の研究を始め、計算の世界記録を次々と更新していることで知られる。金田が開発した円周率計算ソフト「スーパーπ」はWindows等にも移植され、ベンチマークソフトとしても広く使われている。
2009年11月13日の行政刷新会議で1京FLOPSを目指す次世代スーパーコンピュータ開発予算の議論に参加し、予算削減に賛同した（事業仕分け (行政刷新会議)#第1弾 (平成22年度予算編成に係る事業仕分け)および京 (スーパーコンピュータ)#議論を参照）。
弟は関東学院大学工学部教授の金田徹。

## 略歴
- 1965年 - 淳心学院中学校卒業
- 1968年 - 淳心学院高等学校卒業
- 1973年 - 東北大学理学部物理学第二学科卒業
- 1978年
  - 東京大学大学院理学系研究科博士課程修了
  - 名古屋大学プラズマ研究所付属電子計算機センター助手
- 1981年 - 東京大学大型計算機センター（現：東京大学情報基盤センター）助教授
- 1984年 - ケンブリッジ大学計算機研究所に客員研究員として滞在
- 1997年 - 東京大学大型計算機センター教授
- 1999年 - 東京大学情報基盤センタースーパーコンピューティング研究部門教授
- 2015年3月31日 - 東京大学を退職[2]
- 同年6月 - 東京大学名誉教授の称号授与[3]
- 2020年2月11日 - 急性虚血性心疾患のため死去。70歳没[1]。叙正四位、瑞宝中綬章追贈[4]。

## 円周率の記録
金田が計算実行に携わった記録のうち主なものである。共同研究者の氏名は略。なお、実際の計算は、末尾の桁の誤差を見込んで桁数を若干多めに行っている。また、引き続き検算（検証）も行うのであるが、公式記録としては発表されない。『πのはなし』（#著書参照）pp.78の表ほかによる。
- 1981年　200万36桁
- 1982年　419万4288桁
- 1982年　838万8576桁
- 1983年10月　1677万7206桁
- 1983年10月　1001万3395桁
- 1983年9月　3355万4414桁
- 1986年10月　6710万8839桁
- 1987年1月15日　1億3421万4700桁
- 1988年1月27日　2億132万6551桁
- 1989年11月19日　10億7374万1799桁
- 1997年8月3日　515億3960万7510桁
- 1999年10月4日　2061億5843万163桁
- 2002年12月6日　1兆2411億7730万桁

## 行政刷新会議
2009年11月13日行政刷新会議に民間有識者の一員として参画、科学技術関連事業の予算削減議論に携わる。次世代スーパーコンピュータ開発予算の議論などで予算削減に賛同した。
金田の主張は、コンピュータによる高性能計算 (HPC) を専門とする見地からのものであった。日本のHPC技術を伝承させていくためにも、本来は立ち止まるべきではない。しかし、当初の目的は忘れられ、どのように応用に使うかという議論もないまま、世界一の速度をベクトル型とスカラー型のハイブリッドシステムでやる、という目標だけの計画となってしまい、しかもベクトルを担当するNECが撤退したのに見直しもなく続けられているというものであった。

## 著書
- D・シュタウファーほか『よくわかる計算機物理　コンピュータ・シミュレーションと計算機代数入門』金田康正監訳、シュプリンガー・フェアラーク東京、1990年4月。ISBN 4-431-70573-2。
- 『πのはなし』東京図書、1991年4月。ISBN 4-489-00338-2。
- 有馬朗人、村上周三・金田康正共著『アドバンスト・コンピューティング　21世紀の科学技術基盤』培風館、1992年5月。ISBN 4-563-01368-4。
- 金田康正・東京大学『仮想ワークステーシヨンシステムにおける高濃度ジヨブ処理システムに関する研究』1994年-1995年。
- 金田康正編 編『並列数値処理　高速化と性能向上のために』コロナ社〈並列処理シリーズ 9〉、2010年4月。ISBN 978-4-339-02589-7。
- 金田康正『スパコンとは何か』ウェッジ〈ウェッジ選書〉、2012年6月。ISBN 978-4863100985。

## 参照
1. 1 2  “金田康正氏が死去 円周率計算で世界記録”. 日本経済新聞 (2020年2月14日). 2020年2月14日閲覧。
2. ↑  金田康正教授　最終講義のご案内
3. ↑  名誉教授の称号授与（東京大学）
4. ↑  『官報』第213号、令和2年3月19日
5. ↑  ITPro 日経コンピュータ 国策スパコン、復活の意義を問う